# Pycnoplectus falcatus
Pycnoplectus falcatus är en skalbaggsart som beskrevs av Wagner 1975. Pycnoplectus falcatus ingår i släktet Pycnoplectus och familjen kortvingar. Inga underarter finns listade i Catalogue of Life.